# Global Voices
Global Voices és una xarxa internacional de bloguers i de periodistes ciutadans que informen sobre el què està passant a la blogosfera de qualsevol racó del món. És una pàgina web sense ànim de lucre iniciat per la Berkman Center for Internet and Society de la Harvard Law School. No ha deixat de créixer des de la cimera internacional de bloguers de desembre de 2004, i que va ser fundada per Ethan Zuckerman i Rebecca MacKinnon. El 2008 va esdevenir una organització sense ànim de lucre amb base a Amsterdam als Països Baixos.

## Objectius i mitjans
Els seus objectius són dos: primer, potenciar una comunitat de bloguers "pont" que "puguin construir un pont entre dues llengües o dues cultures."
La pàgina compta amb un equip d'editors regionals que consideren tots els articles i seleccionen els que pensen que tracten sobre les converses més interessants de la blogosfera, comprenent des de l'Afganistan fins a Zimbawe, amb especial atenció a les veus que no provenen d'occident i de les que tenen una representativitat limitada. A la seva pàgina, es poden trobar, per exemple, bloguers congolesos parlant sobre les eleccions de 2006 o bloguers jordans i àrabs opinant sobre la controvèrsia causada pels dibuixos danesos de 2005.
El seu segon objectiu és desenvolupar eines i recursos que permeten arribar al primer objectiu més fàcilment. El principal recurs és mantenir una relació laboral propera amb els mitjans de comunicació tradicionals, relació que és beneficiosa per a les dues parts: la millor manera d'amplificar la veu dels que no tenen representació és que la seva història sigui seleccionada i coberta pels mitjans de comunicació. D'aquesta manera, Global Voices esdevé una font addicional i es desprèn del seu rol d'oposició a la premsa tradicional. Reuters, per exemple, va donar una subvenció sense restriccions a Global Voices el gener de 2006. A més, com a reconeixement per la seva contribució en la innovació del periodisme, Global Voices va obtenir l'any 2006 el prestigiós Knight-Batten Grand Prize.

## Traduccions de Global Voices a altres llengües
El 2007 es va crear un projecte amb la finalitat de traduir el contingut de Global Voices de l'anglès a altres llengües anomenat Projecte Lingua. El Projecte Lingua vol donar a conèixer Global Voices en altres llengües diferents de l'anglès amb l'ajuda de traductors voluntaris. En aquest moment, hi ha 17 pàgines actives i 12 pàgines en versió beta, que funcionen com a comunitats autònomes però alhora enllaçades.